# Tell Qarqur
Tell Qarqur (arab. تل قرقور) – duże stanowisko archeologiczne w północno-zachodniej Syrii, położone ok. 7 km na południe od miasta Dżisr asz-Szughur, w dolinie rzeki Orontes; identyfikowane ze starożytnym miastem Karkar (Qarqar) znanym ze źródeł asyryjskich.

## Stanowisko
Na stanowisku znajdują się dwa telle: wyższy, o powierzchni ok. 20 akrów, położony w jego południowej części, i niższy, o powierzchni ok. 35 akrów, leżący w jego północnej części. Stanowisko rozciąga się również na obszar wokół telli, gdzie w odległości do ok. 200 metrów od nich wciąż napotyka się na ślady zasiedlenia.

## Identyfikacja z miastem Karkar
W miejscu tym w starożytności istniało najprawdopodobniej miasto Karkar (Qarqar), ale identyfikacja ta nie została jeszcze w pełni potwierdzona. Karkar wymieniane jest w inskrypcjach asyryjskich królów Salmanasara III (858-824 p.n.e.) i Sargona II (721-705 p.n.e.), którzy w jego pobliżu stoczyć mieli bitwy. W bitwie pod Karkar w 853 r. p.n.e. Salmanasar III starł się z koalicją 12 władców Syro-Palestyny, natomiast w bitwie pod Karkar w 720 r. p.n.e. Sargon II stanął naprzeciw władców Hamy i Gazy. Według tekstów samo miasto miało być kilkukrotnie zdobyte i zniszczone.
Wyniki wykopalisk na stanowisku Tell Qarqur wskazują, że w IX i VIII w. p.n.e., a więc w czasie gdy panowali Salmanasar III i Sargon II, istniało tu duże miasto, które zajmować mogło powierzchnię ok. 55 akrów. Miasto to było ufortyfikowane, na co wskazują odkryte pozostałości założenia bramnego i fundamentów murów obronnych.

## Wykopaliska
W latach 1983 i 1984 prace wykopaliskowe na stanowisku z ramienia American Schools of Oriental Research (ASOR) prowadził J.M. Lundquist. W 1993 roku prace te zostały wznowione pod kierunkiem R.H. Dornemanna, który prowadził je przez siedem kolejnych sezonów wykopaliskowych aż do 1999 roku. W 2004 roku prace na stanowisku rozpoczęli archeolodzy z University of Arkansas pod kierunkiem J. Cesany.
Wykopaliska na stanowisku prowadzono w czterech miejscach oznaczonych jako obszar A (założenie bramne na wyższym tellu), obszar B (szczyt tella wyższego), obszar C (zachodnia strona tella wyższego) i obszar D (tell niższy). W każdym z nich odkryto architektoniczne pozostałości dużego osiedla z okresu panowania Ajjubidów. Wcześniejsze osiedla, choć nie tak rozległe, istniały tu też w okresie rządów Umajjadów i Cesarstwa Bizantyńskiego. Zasiedlenie stanowiska w okresach rzymskim, hellenistycznym i perskim też musiało być znaczne, ale pozostałości te zostały mocno zniszczone w trakcie budowy późniejszych osad.
Najintensywniejsze prace wykopaliskowe prowadzone były w obszarze A, przy odkrytym tam założeniu bramnym pochodzącym z epoki żelaza IIA. Poza założeniem bramnym, którego kilka faz rozwoju dało się wyróżnić, odnaleziono też datowane na ten sam okres potężne fundamenty murów. Wewnątrz bramy szeroka na dwa metry, wykładana kamieniami ulica wiodła do wnętrza miasta.
Odnaleziono bardzo niewiele pozostałości architektonicznych z późnej i środkowej epoki brązu. Odkryte budowle z wczesnej epoki brązu IV przebudowywane były przez okres około trzystu lat i zawierały m.in. świątynię i najprawdopodobniej pałac. Wcześniejsze okresy nie zostały jeszcze przebadane, ale są potwierdzone znaleziskami ceramiki i narzędzi krzemiennych.